# Марсел Байер
Марсел Байер (на немски: Marcel Beyer) е немски поет, белетрист и есеист. Носител на наградата „Георг Бюхнер“ за 2016 г.

## Биография и творчество
Марсел Байер израства в градовете Кил и Нойс. От 1987 до 1991 г. следва германистика, англицистика и литературознание в университета на Зиген. През 1992 г. защитава магистерска теза върху творчеството на Фридерике Майрьокер. След 1987 г. възникват неговите пърформанси. От 1989 г. заедно с Карл Риа издава в Зигенския университет поредицата „Забравените поете на модернизма“. От 1990 до 1993 г. сътрудничи като редактор в литературното списание „Концепти“. Още от 1992 до 1998 г. пише статии за музикалното списание „Спекс“.
Като гостуващ писател Байер пребивава през 1996 г. в Университетски колеж Лондон, през 1998 г. в Университете Уорвик в Ковънтри, а през 2008 г. - в Института Макс Планк по история на науката в Берлин, Далем. Марсел Байер е член на Академията на изкуствата в Берлин, на Немската академия за език и литература в Дармщат и на ПЕН клуба на Германия.
Първончано Марсел Байер изпитва силно влияние от поезията на Фридерике Майрьокер и от авторите на френския „нов роман“ (nouveau roman). Пише поезия, есеистика и романи, в които главно разглежда немската история – особено времето на националсоциализма.
През 2016 г. Байер е удостоен с престижната награда „Георг Бюхнер“. В изложението на Немската академия за език и литература по присъждането се казва: „Неговите текстове са смели и нежни, изпълнени с познание и неподкупност. Така в продължение на три десетилетия е възникнало неповторимо творчество, което прави света да изглежда едновременно удивително познат и сияещо нов.“
След 1996 г. Марсел Байер живее в Дрезден.

## Награди и отличия
- 1991: Rolf-Dieter-Brinkmann-Stipendium
- 1991: „Награда Ернст Вилнер“ към „Награда Ингеборг Бахман“
- 1991: „Поощрителна награда на провинция Северен Рейн-Вестфалия за литература“
- 1994: Stipendiat der Stiftung Niedersachsen, für Flughunde
- 1995: „Награда на немската критика“
- 1996: „Берлинска литературна награда“
- 1996: Johannes-Bobrowski-Medaille
- 1997: „Награда Уве Йонзон“
- 1998: „Награда Хорст Бинек за поезия“ (поощрение)
- 1999: „Награда Лесинг“ на Саксония (поощрение)
- 2000: Jean-Paul-Literaturförderpreis der Stadt Bayreuth
- 2001: „Награда Хайнрих Бьол“
- 2003: „Награда Фридрих Хьолдерлин на град Тюбинген“
- 2004: „Шпихер: литературна награда Лойк“
- 2006: „Награда Ерих Фрид“
- 2008: „Награда Йозеф Брайтбах“
- 2008: Nominierung zum Deutschen Buchpreis, für Kaltenburg
- 2008: Liliencron-Dozentur
- 2010: Stipendium der Deutschen Akademie Rom Villa Massimo
- 2012/2013: Stadtschreiber von Bergen
- 2013: Ernst-Jandl-Dozentur für Poetik der Universität Wien
- 2014: „Награда Клайст“[5]
- 2014: Oskar Pastior Preis[6]
- 2014: Lichtenberg-Poetikdozentur
- 2015: „Бременска литературна награда“, für Graphit. Gedichte
- 2016: „Дюселдорфска литературна награда“[7]
- 2016: „Награда Георг Бюхнер“[8][9][10]